# Eugenetica nazista
Con la locuzione eugenetica nazista si indicano le politiche sociali razziste attuate dalla Germania nazista, aventi come fine il miglioramento della razza mediante l'eugenetica. In particolare essa era mirata a quanti furono identificati come «vite di nessun valore» (in tedesco unwertes Leben): «degenerati», ritardati e persone con difficoltà di apprendimento, malati mentali, ebrei, zingari e altri.
A questi avrebbe dovuto essere impedito di riprodursi, in modo da non diffondere i propri geni all'interno della popolazione. Oltre 400.000 persone subirono la sterilizzazione coatta, e 70 000 furono uccise nel corso dell'Aktion T4.

## Hitler e l'eugenetica
Adolf Hitler entrò in contatto con idee sull'eugenetica durante il suo periodo di detenzione nel carcere di Landsberg, durante il quale lesse dei trattati di igiene razziale. Egli ritenne quindi che la Germania avrebbe potuto riacquistare il proprio status di potenza solo se lo stato avesse applicato alla società tedesca i principi basilari dell'eugenetica e dell'igiene razziale. Hitler attribuiva, infatti, lo stato di debolezza della nazione all'esistenza di "elementi degenerati", che avevano compromesso la purezza della popolazione. Era di sua opinione quindi che gli "elementi degenerati" dovevano essere eliminati il prima possibile. La riproduzione dei forti e dei razzialmente puri doveva essere incoraggiata, mentre i deboli ed i razzialmente impuri avrebbero dovuto essere neutralizzati.
Negli anni venti la teoria del Darwinismo sociale era in voga tra gli scienziati europei, ed aveva grossa risonanza sulla stampa austriaca. Tuttavia l'influenza del Darwinismo sociale su Hitler è incerta. In precedenza la politica di infanticidio selettiva praticata da Sparta era stata discussa da Ernst Haeckel nel 1876. Nel suo Secondo libro (Zweites Buch), che non fu pubblicato negli anni del Nazismo, Hitler, similmente a Haeckel, aveva lodato le politiche di Sparta, definendola il primo Stato Völkisch, e dato la sua approvazione a ciò che gli era sembrato un trattamento eugenico ante-litteram degli infanti deformi:

Sparta va considerata come il primo stato Völkisch. L'esposizione dei bambini malati, deboli, deformi - in breve: la loro distruzione è stata più decente ed in verità migliaia di volte più umana della miserevole follia dei giorni nostri, che protegge i soggetti più patologici a qualsiasi costo, e ciò nonostante toglie la vita - mediante la contraccezione o l'aborto - a centinaia di migliaia di bambini sani, solo per poi nutrire una razza di degenerati carichi di malattie.

## Programma di eugenetica
Ufficialmente conosciuto con il nome di Aktion T4, il programma di eugenetica mirava all'eliminazione dei bambini affetti da paralisi cerebrale infantile o disabili psichici (ma non fisici, se non per casi gravi), ed alla conduzione dell'eutanasia sugli adulti ricoverati o portatori di malformazioni congenite. Si stima che l'esecuzione del programma sia costata la vita di oltre 200.000 persone.
In Germania, la Legge per la prevenzione delle nascite affette da malattie ereditarie, promulgata il 14 luglio 1933, aveva richiesto ai medici di registrare qualsiasi caso di malattie ereditarie, ad eccezione di quelle che affliggessero le donne più anziane di 45 anni. La violazione delle norme sulla registrazione era punibile mediante multe. Nel 1934, il primo anno di entrata in vigore della legge, circa 4.000 persone presentarono ricorsi amministrativi contro le decisioni delle autorità responsabili per la sterilizzazione. 3.559 ricorsi furono respinti. Tra il 1933 e la caduta del regime nazista, ebbe luogo l'istituzione di oltre 200 "Corti per la salute ereditaria" (Erbgesundheitsgerichten), che disposero la sterilizzazione coatta di oltre 400.000 persone.

### Istituti per l'eugenetica
La clinica di Hadamar era una clinica psichiatrica nella città di Hadamar, usata dai nazisti come sede del programma Aktion T4. L'Istituto di Antropologia, Ereditarietà ed Eugenica Kaiser Wilhelm fu fondato nel 1927. Agli inizi, e durante il periodo nazista, fu associato alle teorie sull'eugenetica e sull'igiene razziale sostenute dai suoi teorici di spicco Fritz Lenz e Eugen Fischer e dal direttore Otmar von Verschuer. A Fischer è attribuita la sterilizzazione dei cosiddetti bastardi renani.

## Nella cultura di massa

### Film
- Nel corto drammatico di Netflix Perdonaci i nostri peccati si fa riferimento all'eugenetica nazista, ad esempio è un suggerimento implicito come risposta al problema iniziale:

(Problema esposto in classe nel trailer)
Uno degli studenti suggerisce di eliminarli causando disagio evidente nel protagonista, amputato.
Anche la frase che fa da incipit:
(Dietrich Bonhoeffer)
Alla luce dei dati esposti a fine film rende manifesto lo scarso valore della società nazista che li elimina (praticando l'eutanasia per sui disabili, compresi bambini).
Dati esposti a fine film:
Questa storia di vite disabili è stata dimenticata.

Molte delle vittime erano bambini.»
(Nota finale del film)

## Approfondimenti

### Libri
- Aly, G. (1994). Cleansing the Fatherland: Nazi Medicine and Racial Hygiene. The Johns Hopkins University Press. ISBN 0-8018-4824-5
- Baumslag, N. (2005). Murderous Medicine: Nazi Doctors, Human Experimentation, and Typhus. Praeger Publishers. ISBN 0-275-98312-9
- Burleigh, M. (1991). The Racial State: Germany 1933-1945. Cambridge University Press. ISBN 0-521-39802-9
- Burleigh, M. (1994). Death and Deliverance: 'Euthanasia' in Germany, c.1900 to 1945. Cambridge University Press. ISBN 0-521-41613-2
- Ehrenreich, Eric. The Nazi Ancestral Proof: Genealogy, Racial Science, and the Final Solution.  Bloomington, IN: Indiana University Press, 2007. ISBN 978-0-253-34945-3
- Friedlander, H. (1995). The Origins of Nazi Genocide. From Euthanasia to the Final Solution. University of North Carolina Press. ISBN 0-8078-2208-6
- Kuntz, D. (2006). Deadly Medicine: Creating the Master Race. The University of North Carolina Press. ISBN 0-8078-2916-1
- Lifton, R. (1986). THE NAZI DOCTORS : Medical Killing and the Psychology of Genocide.  ISBN 0-465-04905-2
- Proctor, R. (2003). Racial Hygiene: Medicine Under the Nazis. Harvard University Press. ISBN 0-674-74578-7
- Spitz, V. (2005). Doctors from Hell: The Horrific Account of Nazi Experiments on Humans. Sentient Publications. ISBN 1-59181-032-9
- Weikart, R. (2006). From Darwin to Hitler: Evolutionary Ethics, Eugenics, And Racism in Germany. Palgrave Macmillan. ISBN 1-4039-7201-X
- Weindling, P.J. (2005). Nazi Medicine and the Nuremberg Trials: From Medical War Crimes to Informed Consent. Palgrave Macmillan. ISBN 1-4039-3911-X
- Weindling, P.J. et al. (1989). Health, Race and German Politics between National Unification and Nazism, 1870-1945. Cambridge University Press. ISBN 0-521-42397-X
- Kuhl, S. (2002). The Nazi Connection: Eugenics, American Racism, and German National Socialism Oxford University Press ISBN 0195149785

### Articoli
- Bachrach, S. (2004). "In the name of public health—Nazi racial hygiene" Archiviato il 15 ottobre 2007 in Internet Archive.. New England Journal of Medicine, 29 July 2004; 351: 417–420.
- Biddiss M. (1997). "Disease and dictatorship: the case of Hitler's Reich" Royal Society of Medicine|Journal of Royal Society of Medicine, 1997 Jun; 90(6): 342-6.
- Cranach, M. (2003). "The killing of psychiatric patients in Nazi Germany between 1939-1945". The Israel Journal of Psychiatry and Related Sciences, 2003; 40(1): 8-18; discussion 19-28.
- Lerner, B. (1995). "Medicine and the Holocaust: Learning More of the Lessons" Annals of Internal Medicine, 15 May 1995; 122: 10: 793–794.
- O'Mathúna, D. (2006). "Human dignity in the Nazi era: implications for contemporary bioethics". BioMed Central, 2006 Mar 14;7(1):E2.
- Sofair, A. (2000). "Eugenic sterilization and a qualified Nazi analogy: the United States and Germany, 1930-1945". National Center for Biotechnology Information 2000 Feb 15; 132(4): 312-9.
- Strous, R. D. (2006). "Nazi Euthanasia of the Mentally Ill at Hadamar". American Journal of Psychiatry, January 2006; 163: 27.
- Weigmann, K. (2001). "The role of biologists in Nazi atrocities: lessons for today's scientists". European Molecular Biology Organization, 15 October 2001; 2(10): 871–875.
- "Eugenical Sterilization in Germany" Eugenical News 1933, Cold Spring Harbor Laboratory; vol.18:5.

## Video
- Burleigh, M. (1991). Selling Murder: The Killing Films of the Third Reich. London: Domino Films.
- Michalczyk, J.J. (1997). Nazi Medicine: In The Shadow Of The Reich. New York: First-Run Features.